# Отрицание геноцида в Камбодже
Отрицание геноцида в Камбодже — негационистское убеждение, согласно которому заявления о геноциде в Камбодже (1975—1979) являются заведомо ложными или слишком преувеличенными.
Учёный Дональд В. Бичлер, описывая споры о масштабах и степени зверств Красных кхмеров, пришёл к выводу, что «большая часть позирования учёных, публицистов и политиков, по-видимому, была мотивирована в основном политическими целями». Камбоджийский учёный Софал Ир назвал учёных, поддерживающих Красных кхмеров, «Стандартным всеобщим академическим взглядом на Камбоджу» (STAV).
После получения убедительных доказательств, включая обнаружение более 20 000 массовых захоронений и доказательства большого числа смертей (по оценкам, от одного до трёх миллионов), вызванных «красными кхмерами», большинство отрицателей геноцида резко сменило свои взгляды, хотя разногласия относительно фактического числа жертв «красных кхмеров» продолжаются.

## Обзор

### Предыстория
17 апреля 1975 года войска красных кхмеров захватили Пномпень, завершив Гражданскую войну в Камбодже. Первым решением Пол Пота на посту правителя Камбоджи была эвакуация всех городских жителей из городов в сельскую местность и деревни. Примерно 2-3 миллиона жителей Пномпеня, Баттамбанга и прочих городов насильно покинули свои жилища и пошли в сельскую местность. Эвакуация проходила без организованных поставок еды, воды, и медицинской помощи.
Эвакуация, по подсчётам, привела к 100 000 смертей. Лишенные своих домов горожане были отправлены в лагеря перевоспитания или «новые поселения». Члены бывшего правительства были казнены. Вскоре, по словам журналистов, Камбоджа стала напоминать «гигантский лагерь для заключенных, где городские сторонники прежнего режима работали до смерти на скудном питании и каторжном труде».Красные кхмеры охраняли границу с Таиландом, и только несколько тысяч беженцев смогли выбраться в это государства. Поскольку практически ни одному западному человеку не разрешалось посещать Камбоджу, эти беженцы, а также официальные новостные агентства Красных кхмеров были основными источниками информации об условиях в Камбодже в течение следующих четырёх лет.

В течение одного дня после прихода к власти коммунистов Фернан Шеллер, руководитель проекта развития ООН в Пномпене, заявил: 
«То, что делают красные кхмеры, — это чистый геноцид… То, что происходит сейчас, — это пример демагогии, от которой тошнит». 

### «Стандартный общий академический взгляд на Камбоджу»
Дональд У. Бичлер описал дебаты конца 1970-х годов о характере красных кхмеров следующим образом:
Многие из тех, кто был противником военных действий США во Вьетнаме и Камбодже, опасались, что рассказы об убийствах и лишениях при режиме Красных кхмеров подтвердят заявления тех, кто поддерживал действия правительства США, направленные на прекращение распространения коммунизма. Консерваторы указывали на действия Красных кхмеров как на доказательство неотъемлемого зла коммунизма и свидетельство того, что США были правы, ведя свою долгую войну против коммунистов в Юго-Восточной Азии.
Несмотря на свидетельства очевидцев, предоставленные журналистами до их высылки в первые дни правления Красных кхмеров, и более поздние показания беженцев, многие учёные в Соединённых Штатах, Великобритании, Франции, Австралии и других странах изображали Красных кхмеров благоприятно или, по крайней мере, скептически относились к историям о зверствах Красных кхмеров. Однако никому из них не разрешили посетить Камбоджу до последних нескольких дней правления Красных кхмеров (за исключением Гуннара Бергстрёма, президента Ассоциации шведско-кампучийской дружбы), и лишь немногие на самом деле разговаривали с беженцами, чьи истории они считали преувеличенными или ложными. По словам Джоэла Бринкли, «сторонники Красных кхмеров легко превосходили по численности тех, кто верил в происходящую трагедию».
Некоторые западные учёные считали, что Красные кхмеры освободят Камбоджу от колониализма, капитализма и разрушительных последствий американских бомбардировок и вторжения во время войны во Вьетнаме. Камбоджийский учёный Софал Ир назвал интеллигенцию, поддерживающую Красных кхмеров, «Стандартным всеобщим академическим взглядом на Камбоджу» (STAV). STAV, среди приверженцев которого, по его словам, были почти все камбоджийские учёные в западном мире, «больше всего надеялся на социалистическую историю успеха со всеми романтическими ингредиентами крестьянства, борьбы с империализмом и революции».
Автор Уильям Шоукросс был ещё одним критиком учёных STAV. Взгляды Шоукросса были одобрены и обобщены активистом прав человека Дэвидом Хоуком, который утверждал, что Запад был безразличен к зверствам, происходящим в Камбодже, из-за «влияния антивоенных учёных на американских левых, которые запутывали поведение Красных кхмеров, принижали отчёты о беженцах после 1975 года и осуждали журналистов, которые получали эти истории».
Споры относительно Красных кхмеров усилились в феврале 1977 года с публикацией в журнале Reader’s Digest отрывков из книги Джона Баррона и Энтони Пола под названием «Мир с ужасом: нерассказанная история коммунистического геноцида в Камбодже» (изданной в США под названием «Убийство благородной земли»). Основываясь на обширных интервью с камбоджийскими беженцами в Таиланде, Баррон и Пол подсчитали, что из общей численности населения около 7 миллионов человек 1,2 миллиона камбоджийцев умерли от голода, переутомления или казни менее чем за два года правления Красных кхмеров. Примерно в то же время была опубликована книга «Камбоджа: нулевой год» Франсуа Поншо, французского священника, который жил в Камбодже и говорил на кхмерском языке. Он также нарисовал картину массовых смертей, вызванных «красными кхмерами», и спросил: «Сколько из тех, кто заявляет, что они безоговорочно поддерживают кхмерскую революцию, согласились бы вынести хотя бы сотую часть нынешних страданий камбоджийского народа?».

Французский учёный Жан Лакутюр, в прошлом ярый сторонник Красных кхмеров, дал положительную рецензию на книгу Поншо в The New York Review of Books 31 марта 1977 года. В 1978 году Лакутюр написал книгу «Камбоджийцы выживают!», в которой сказал:
Один только стыд оправдал бы написание этой книги, которая, во-первых, является криком ужаса. Стыд за то, что мы внесли свой вклад, пусть даже столь малый, сколь слабым было его влияние на средства массовой информации, в установление одной из самых репрессивных держав, которые когда-либо знала история.
Часть академических левых на Западе отвергла и/или выступила против книг Поншо и Баррона и Пола; Ноам Хомский назвал их книгу «третьеразрядным пропагандистским трактатом». Гарет Портер был самым откровенным из несогласных академиков. В 1976 году он и Джордж Хильдебранд написали книгу «Камбоджа: голод и революция», в которой Портер охарактеризовал рассказы о миллионе или более погибших камбоджийцев как сильно преувеличенные. Давая показания перед Конгрессом США в 1977 году, Портер заявил: «Я не могу принять… что один миллион человек был систематически убит или что правительство Камбоджи систематически убивает свой народ». Что касается книги Портера и Хильдебранда 1976 года, Шоукросс написал рецензию, в которой заявил, что «использование доказательств авторами может быть серьёзно поставлено под сомнение» и что «их очевидная вера в утверждения и статистику Красных кхмеров удивительна для двух людей, которые так долго анализировали ложь, распространяемую правительствами».
Помимо Хомского, Портера и Хильдебранда, геноцид также отрицался и/или обелялся такими учёными, как марксист Малкольм Колдуэлл, Лора Саммерс, Эдвард С. Герман и т. д.

## Самир Амин
Египетско-французский экономист Самир Амин долгое время оказывал влияние и поддерживал лидеров режима Красных кхмеров, познакомившись с будущими лидерами Красных кхмеров в Париже после Второй мировой войны. Докторская диссертация Кхиеу Сампхана, которую он закончил в 1959 году, отметила сотрудничество с Амином и заявила, что применила теории Амина к Камбодже. Также, Самир Амин предлагал экономическую модель Красных кхмеров для аграрных стран Африки.
Амин продолжал активно восхвалять Красных кхмеров в 1980-х годах после падения их режима. В 1981 году в Токио Амин восхвалял работу Пол Пота как «один из главных успехов борьбы за социализм в нашу эпоху» и как необходимую против «экспансионизма» со стороны Советского Союза или Вьетнама.

Несмотря на современные сообщения о массовых убийствах, совершённых Красными кхмерами, Амин утверждал в 1986 году, что «причина наибольшего зла для народа Кампучии» лежит в другом:
Гуманитарный аргумент в конечном счете является аргументом, предлагаемым всеми колонизаторами… Разве [причиной зла] не являются прежде всего американские империалисты и Лон Нол? Разве сегодня это не вьетнамская армия и ее проект колонизации Кампучии?

## Стивен Соларц
3 мая 1977 года конгрессмен Стивен Соларц провёл слушания по Камбодже в Палате представителей США. Свидетелями были Джон Баррон и три учёных, которые специализировались на Камбодже: Дэвид П. Чандлер, который стал, возможно, самым выдающимся американским учёным по Камбодже; Питер Пул; и Гарет Портер. Чандлер считал, что «кровавая баня» было точным описанием ситуации и ни в коем случае не преувеличением.
Портер снова заявил, что рассказы о зверствах Красных кхмеров были сильно преувеличены. Портер описал рассказы беженцев о зверствах Красных кхмеров, собранные Барроном и другими, как вторые руки и слухи. На вопрос об источниках Портер сослался на работы Бена Кирнана, который, будучи студентом, был редактором издания в поддержку Красных кхмеров в Австралии. Портер никогда не упоминал, что разговаривал с какими-либо камбоджийскими беженцами, чтобы лично оценить их истории.
Соларц, который посетил лагеря беженцев в Камбодже и выслушал рассказы беженцев о зверствах Красных кхмеров, охарактеризовал оправдания и объяснения во время слушаний о Красных кхмерах как «трусливые и презренные» и сравнил их с оправданиями убийства евреев Адольфом Гитлером во время Второй мировой войны.

## Ноам Хомский и Стивен С. Герман
6 июня 1977 года лингвист Ноам Хомский и экономист Стивен С. Герман опубликовали статью в The Nation, в которой противопоставили взгляды, высказанные в книгах Джона Баррона и Энтони Пола, Франсуа Поншо, Гарета Портера и Джорджа Хильдебранда, а также в статьях и отчётах Фокса Баттерфилда, Кэрол Брэгг (свидетельство очевидца), азиатского учёного Джорджа Кахина, Дж. Дж. Казо, Сиднея Шенберга, шведского журналиста Олле Толгравена и других. Их вывод был следующим:
Мы не притворяемся, что знаем, где находится правда среди этих резко противоречивых оценок; скорее, мы снова хотим подчеркнуть некоторые важные моменты. То, что просачивается к американской общественности, является серьёзно искаженной версией имеющихся доказательств, подчеркивающей предполагаемые зверства Красных Кхмеров и преуменьшающей или игнорирующей решающую роль США, прямую и косвенную, в мучениях, которые перенесла Камбоджа.
Хомский и Герман как вяло похвалили, так и раскритиковали книгу Поншо «Камбоджа: нулевой год», написав, с одной стороны, что она «серьёзна и заслуживает прочтения, в отличие от многих комментариев, которые она вызвала», а с другой стороны, что «серьёзный читатель найдёт много того, что заставит его насторожиться». Они написали, что истории беженцев о зверствах Красных кхмеров «должны рассматриваться серьёзно», но с большой «осторожностью и предосторожностью», потому что «беженцы напуганы и беззащитны, во власти чуждых сил. Они, естественно, склонны сообщать то, что, по их мнению, хотят услышать их собеседники».
В статье Хомский и Герман описали книгу Гарета Портера и Джорджа Хильдебранда как «тщательно документированное исследование разрушительного американского воздействия на Камбоджу и успеха камбоджийских революционеров в его преодолении, дающее весьма благоприятную картину их программ и политики, основанную на широком спектре источников». Хомский также напал на свидетельства беженцев относительно резни, поставив под сомнение заявления о сотнях тысяч убитых. Хомский делает это на основе указания на другие свидетельства очевидцев, которые показывают, что убийства исчислялись сотнями или тысячами. Он не отрицает существование каких-либо казней напрямую. По словам историка Питера Магуайра, в течение многих лет Хомский был «киллером» против СМИ, которые критиковали режим Красных кхмеров.

В работе «Производство согласия» (1988) Хомский и Герман обсудили реакцию СМИ на их работы о геноциде в Камбодже. Они обобщили позицию, которую заняли в работе «После катаклизма» (1979):
Как мы также отметили в первом абзаце нашего предыдущего обзора этого материала, на который мы просто сошлемся здесь для конкретики, «нет никаких трудностей в документировании крупных зверств и угнетений, в первую очередь из сообщений беженцев»; нет никаких сомнений в том, что «сведения о зверствах в Камбодже существенны и часто ужасны» и представляют собой «страшные потери»; «когда факты будут представлены, может оказаться, что более крайние осуждения были на самом деле правильными», хотя если это так, «это никоим образом не изменит выводы, к которым мы пришли по центральному вопросу, рассматриваемому здесь: как доступные факты были отобраны, изменены или иногда придуманы, чтобы создать определённый образ, предлагаемый населению в целом. Ответ на этот вопрос кажется ясным, и на него не повлияет то, что может быть ещё обнаружено о Камбодже в будущем».

## Ассоциация шведско-кампучийской дружбы
В августе 1978 года четыре члена Ассоциации шведско-кампучийской дружбы были приглашены посетить Камбоджу. Среди них были её председатель Хедвиг Экервальд, Гуннар Бергстрём, редактор журнала Kampuchea, Ян Мюрдаль, сын Гуннара и Альвы Мюрдаль и Марита Викандер, которая была замужем за дипломатом Красных кхмеров, который находился в Восточной Германии до того, как его отозвали в Камбоджу. Во время своего визита они устроили роскошный ужин с Пол Потом.
Викандер спросила хозяев, может ли она увидеть своего мужа, но ей было отказано. Она тогда не знала, что её муж был казнён Красными кхмерами после его возвращения в Камбоджу в 1977 году, годом ранее. Позже её сын нашёл записи о его смерти в Туольсленге.
В то время, в возрасте 27 лет, Бергстрём считал, что сообщения о переутомлении, голоде и массовых убийствах в Камбодже были просто «западной пропагандой». Четверо увидели «улыбающихся крестьян» и общество на пути к становлению «идеальным обществом». Когда они вернулись в Швецию, они «предприняли турне с лекциями и написали статьи в поддержку режима Демократической Кампучии».
Доказательства, которые появились после падения режима, потрясли Бергстрёма, заставив его изменить свои взгляды. Он сказал, что это было «как падение с ветки дерева» и что ему пришлось заново определить все, во что он верил. В более поздних интервью он признал, что ошибался, что это был «пропагандистский тур» и что их привезли, чтобы они увидели то, что хотели им показать Красные кхмеры. Позже Бергстрём вернулся в Камбоджу для "большого тура прощения.. В своей речи перед старшеклассниками в Пномпене 12 сентября 2016 года он рекомендовал всем изучать историю. Ян Мюрдаль никогда не отказывался от поддержки Красных кхмеров.

## Спор о количестве жертв
Оценки числа камбоджийцев, погибших за четыре года правления Красных кхмеров, были спорными и варьировались от менее одного миллиона до более трёх миллионов. Бен Кирнан, руководитель проекта по геноциду в Камбодже в Йельском университете, подсчитал, что Красные кхмеры были ответственны за 1,5 миллиона смертей, а позже увеличил эту оценку до 1,7 миллиона, что составляет более 20 % населения. Его заместитель, Крейг Этчесон, провёл наиболее полное обследование массовых захоронений и свидетельств казней в Камбодже и пришёл к выводу в 1999 году, что Красные кхмеры могли казнить до 1,5 миллиона человек, а ещё до 1,5 миллиона могли умереть от голода и переутомления. Кирнан критиковал Этчесона за «небрежность, преувеличение ужасающего числа погибших» и «этнический аукцион». Отчёт Этчесона был удалён с веб-сайта проекта по геноциду в Камбодже.
Кирнан ранее цитировался Ноамом Хомским и Эдвардом С. Германом в 1979 году, которые говорили, что «[Кирнан] отмечает, что большинство историй о зверствах происходят из районов, где Красные кхмеры были слабы, где приказы прекратить репрессии не выполнялись солдатами, мстившими за это, часто из беднейших слоёв крестьянства». С тех пор Кирнан полностью отверг своё собственное предыдущее объяснение, заявив в 1996 году, что: «Несмотря на свою неразвитую экономику, режим, вероятно, оказывал больше власти над своими гражданами, чем любое другое государство в мировой истории. Он контролировал и направлял их общественную жизнь более пристально, чем когда-либо делало правительство».